# Asja Kisić
Asja Kisić (Zadar, 29. siječnja 1914. – Split, 3. kolovoza 1996.) bila je hrvatska glumica i hazenašica. 

## Životopis

### Športska karijera
Prije drugog svjetskog rata bavila se je hazenom u Splitu i bila je istaknuta igračica.

### Umjetnička kaarijera
Matično kazalište joj je bilo HNK u Splitu: nešto stariji Splićani pamte ju po nizu kvalitetnih uloga ostvarenih u tom kazalištu. 
Glumila je u filmovima "Gravitacija ili fantastična mladost činovnika Borisa Horvata" (1968.) i "Servantes iz Malog Mista" (1982.)
Ulogom Bepine, žene doktora Luigija, u popularnoj TV seriji Naše malo misto (1970.) stekla je široku popularnost na prostoru ondašnje države.
Asja Kisić bila je sestra Vesne Kaliterne (r. Kisić), supruge Luke Kaliterne.

## Filmografija

### Televizijske uloge
- "Čovik i po" kao babica (1974.)
- "Ča smo na ovon svitu" kao Paškva (1973.)
- "Naše malo misto" kao Bepina (1970. – 1971.)

### Filmske uloge
- "Servantes iz Malog Mista" kao Bepina (1982.)
- "Čovik i arhitektura" (1977.)
- "Žuti, žuti kanarinac" (1969.)
- "I oprosti nam dugove naše" (1969.)
- "Meštre Tonov najsritniji dan" kao Paškva Pivac (1969.)
- "Politika šjore Bete" (1969.)
- "Gravitacija ili fantastična mladost činovnika Borisa Horvata" kao službenica u banci #4 (1968.)
- "Palma među palmama" kao Titlička (1967.)
- "Čovik od svita" kao Ivova majka Mare (1965.)
- "Prometej s otoka Viševice" kao Nona (1964.)
- "Lito valovito" (1964.)
- "Jubilej gospodina Ikla" kao Rezika (1955.)
- "Koncert" kao barunica Eleonora Turina (1954.)
- "U oluji" (1952.)

## Vanjske poveznice
- Kisić, Asja Hrvatska enciklopedija. LZMK
- LZMK / Proleksis enciklopedija: Kisić, Asja
- Asja Kisić u internetskoj bazi filmova IMDb-u (engl.)